# Nothopleurus santacruzensis
Nothopleurus santacruzensis är en skalbaggsart som beskrevs av Hovore och Santos-silva 2004. Nothopleurus santacruzensis ingår i släktet Nothopleurus och familjen långhorningar. Inga underarter finns listade i Catalogue of Life.